# Сервій Туллій
Се́рвій Ту́ллій (лат. Servius Tullius; *? — †535 до н. е.) — шостий цар стародавнього Риму (578 — 535 до н. е.). Запровадив реформи, що стали справжньою політичною революцією, яка завдала вирішального удару пережиткам первіснообщинного ладу в Римі, родоплемінній організації суспільства і завершила перехід до держави.

## Ранні роки

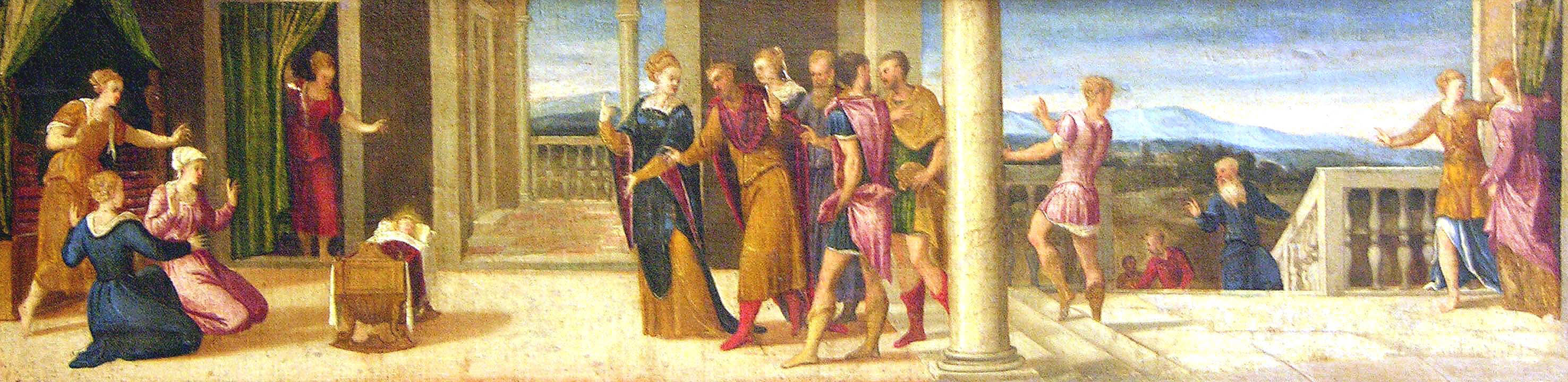
Легенда про Сервія Туллія. Боніфачо де Пітаті

Сервій Туллій народився в місті Корнікулі, зруйнованому згодом римськими військами під проводом Тарквінія Пріска. У бою загинув батько майбутнього царя — Спурій Туллій, а його мати Окрісія, жінка знатного походження, можливо навіть цариця, потрапила в полон до римлян. Там вона увійшла в оточення до Танаквіль — дружини римського царя. Народження Сервія Тулія оповите легендами. Згідно з міфологічними переказами, уже в дитячому віці виявилося його божественне походження. Одного разу, коли хлопчик спав у атріумі, яскраве полум'я короною охопило його голову. Слуги хотіли загасити вогонь, але Танаквіль побачила знамення та знак Божого Милосердя і зупинила їх. Полум'я згасло лише тоді, коли дитина прокинулася, і не завдало їй ніякої шкоди. Говорять, що Сервій, хоча і був рабом, але все ж таки був улюбленцем у царському будинку, отримав гарну грецьку освіту і вже в юному віці доповнив її військовими перемогами. Тарквіній Пріск віддав йому в дружини свою другу дочку. Після вбивства Тарквінія Пріска синами Анка Марція, Танаквіль зуміла привести Сервія Тулія, свого улюбленця, до влади.

## Початок правління

Сім пагорбів Рима та схема стін побудованих Сервієм Тулієм

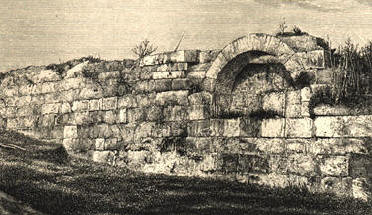
Мур Сервія Туллія

На думку Тіта Лівія, Тарквіній Пріск був обраний царем після смерті попереднього царя Анка Марція, чиї сини були занадто молодими, щоб успадкувати владу чи запропонувати свою кандидатуру на виборах. Коли ж популярність Сервія і його шлюб з донькою Тарквінія зробили його ймовірним наступником престолу, сини Анка спробували захопити трон для себе. Вони найняли двох вбивць, які напали і тяжко поранили Тарквінія. Танаквіль терміново наказала замкнути палац і публічно оголосила з вікна палацу, що Тарквіній призначив Сервія регентом. В цей час Тарквіній помер від своїх ран. Коли його смерть стала загальновідомим фактом, сенат обрав Сервія царем, а сини Анка втекли і жили вигнанцями у віддаленому місті, яке надало їм притулок. За Плутархом же, Сервій Туллій не дуже охоче погодився на царювання, але Танаквіль наполягла.
На початку свого правління Сервій Туллій вів успішну боротьбу проти етруських міст. Кажуть, що він проявив себе доблесним воєначальником, цілком гідним високого сану царя римлян, і розбив величезну армію супротивника. Його успішна військова кампанія допомогла йому зміцнити своє становище в Римі. Згідно з Fasti Triumphales (Триумфальні фасти) Сервій відсвяткував три перемоги над етрусками  : 25 листопада 571 р. до н. е., 25 травня 567 р. до н. е. і, на жаль, дата третьої його перемоги на фасті розібрати не вдалося.

## Реформи Сервія Туллія
Сервій Туллій завдав вирішального удару  родовій організації і привілейованості патриціїв, розділивши усе чоловіче вільне населення Риму — патриціїв і плебеїв —за майновим цензом на п'ять розрядів або класів. При цьому до уваги бралося не будь-яке майно, а земля.
Відповідно до цієї класифікації поділяли обов'язки військової служби, рід військ і вид озброєння, а також (що дуже важливо) політичні права. Плебеї фактично були прирівняні до патриціїв, за ними визнавали майже повні політичні права: право брати участь у Народних зборах, голосувати, займати виборні посади (щоправда, не всі), брати участь у розподілі державних і захоплених земель, рабів та ін. Отже, правове становище людини в суспільстві стало визначатися не за походженням чи знатністю, а за майновими ознаками (землею).
Римська армія також будується залежно від класифікації на розряди. Кожен з п'яти розрядів повинен виставляти певну кількість військових одиниць — сотень (центурій) і мати певний вид озброєння. За тих часів воїни озброювались власним коштом. Перший розряд, наприклад, повинен був мати повне озброєння: шолом, круглий щит — кліпеус, поножі, панцир — лорику (усе з бронзи), меч і спис. Другий розряд — все те ж, окрім панцира; третій — те, що перший, окрім панцира і поножей. Четвертий мав на озброєнні лише списи і дротики; п'ятий — луки і пращі. Воїнів у кожної центурії поділяли на дві частини — молодшу (від 17 до 45 років) — juniores, яка призначалась для бойових походів, і старшу — seniores (від 46 до 60 років), котрі виконували гарнізонну службу.
Найбагатші громадяни, земля яких оцінювалася понад 100 тис. асів, виставляли 18 центурій вершників, які повинні були служити у війську на конях (кіннота). Коней їм давали громадським коштом, але утримували вони їх за свій рахунок.
Окрім того, було утворено ще дві центурії ремісників та дві — музикантів. Найбідніші громадяни, які не мали свого майна, не входили до жодного із розрядів і отримали назву пролетарії (лат. Рго — потомство, оскільки окрім дітей в них нічого не було).
Отже, всього налічувалось 193 центурії, що були не тільки військовими, а й політичними одиницями. Сходячись на збори, громадяни відтепер шикувалися за центуріями. Кожна центурія мала один голос, який подавав командир центурії — центуріон. Першими голосували вершники, потім громадяни І розряду тощо. Вони разом мали 98 центурій, тобто забезпечену більшість голосів у Народних зборах. У разі одностайності голосування цих центурій інших уже не треба було запрошувати до голосування. В разі розбіжностей голосів вершників і І розряду, запрошували до голосування II розряд, і т. д. Тит Лівій пише, що до участі в голосуванні останніх розрядів справа майже ніколи не доходила. Центуріатні збори незабаром стали основними в суспільстві. За свідченнями Цицерона, перевага в центуріатних коміціях належала багатству, а не більшості. Багато римлян вважали такий порядок справедливим, вважаючи, що чим більшим є внесок людини на захист батьківщини, тим ширшими мають бути її політичні права.
Права громадян зменшувалися в залежності від одержуваних прибутків, хоча, здавалося б, ніхто з римлян не був їх позбавлений повністю. Лише цілковито незаможні мешканці залишалися поза класами, не маючи жодних прав; їх називали пролетарями
Також Сервій Туллій розпорядився провести перепис населення, розподіливши його за розрядами. За свідченням Тита Лівія, було переписано 80 тис. Громадян. Тим, хто ухилявся від перепису, згідно із законом, загрожували рабство або смерть.
Друга частина реформи Сервія Туллія полягала в тому, що він чітко визначив межі поселення римського народу, поділивши їх на територіальні одиниці — триби. Цих триб спочатку було створено 20 або 21, з них — 4 міські та 16 (або 17) сільських. До територіальної триби зачисляли всіх римських громадян, які мешкали в даному окрузі. Триби проводили свої Народні збори. У трибах здійснювався набір війська і стягували податок на військові цілі.

## Храм богині Діани
Цар Сервій Туллій присвятив Діані (у римській міфології вічно цнотлива богиня полювання і дикої природи, жіночності, уособлення Місяця; відповідає грецьким Артеміді і Селені) храм на римському пагорбі Авентин. Річниця заснування храму вважалася святом рабів. З храмом Діани на Авентині пов'язаний переказ про незвичайну корову, власнику якої було передбачено, що той, хто принесе її в жертву Діані в цьому храмі, отримає владу над Італією. Цар Сервій Туллій, дізнавшись про це, хитрістю заволодів коровою, приніс її в жертву і прикріпив роги до стіни храму.

## Сини Тарквінія Пріска та смерть Сервія Туллія
Для того, щоб уникнути заколоту з боку синів Тарквінія — Луція й Аррунта, мудрий Сервій Туллій увів їх у свою родину, віддавши за них своїх дочок. Лагідну і ласкаву Туллію Старшу — за гордого Луція, а честолюбну Туллію Молодшу — за нерішучого Арунта. Однак, Туллія Молодша організувала змову і, отруївши чоловіка й сестру, проти волі батька вийшла заміж за Луція Тарквінія.
Невдоволення патриціїв реформами Сервія Туллія призвело до того, що цар втратив підтримку сенату. Луцій Тарквіній, скориставшись цим, зібрав сенат і курію та проголосив себе новим царем. Коли ж Сервій Туллій прибув до сенату для того, щоб прогнати самозванця, підлий Тарквіній зіштовхнув його зі сходів на кам'яний міст. Сервій Туллій намагався врятувати своє життя втечею, але був убитий прибічниками Луція. Його ж дочка переїхала його тіло колісницею. Луцій Тарквіній став новим царем і отримав прізвисько Гордий. 

## Ушанування пам'яті
На його честь названо астероїд 21311 Сервій.